# 早戸駅
早戸駅（はやとえき）は、福島県大沼郡三島町大字早戸字小沢巻にある、東日本旅客鉄道（JR東日本）只見線の駅である。

## 歴史
- 1956年（昭和31年）9月20日：一般駅として開業[1]。
- 1959年（昭和34年）11月1日：貨物および荷物取り扱い廃止[2]。
- 1987年（昭和62年）4月1日：国鉄分割民営化により、 東日本旅客鉄道（JR東日本）の駅となる[1]。
- 2011年（平成23年）
  - 7月30日：新潟福島豪雨により、営業を休止。
  - 8月26日：会津宮下 - 当駅 - 会津大塩間でバス代行を開始[3]
  - 12月3日：会津宮下 - 当駅 - 会津川口間の運転を再開（バス代行終了）[4]。

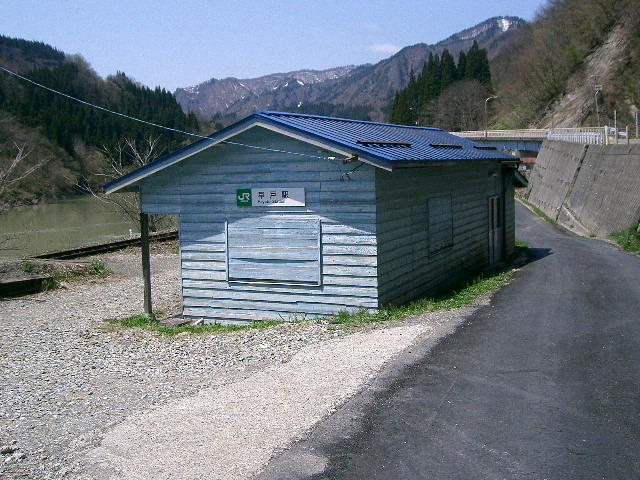
旧駅舎（2006年5月）

## 駅構造
単式ホーム1面1線を有する地上駅である。かつては貨物ホームがあり、沼沢湖方向から採取された硫黄鉱石などを運んでいた。以前は藪の中に短小ホームが現存していたが、2009年（平成21年）に国道の工事に伴い、旧貨物ホームは埋められて見えなくなった。
会津若松駅管理の無人駅である。2007年（平成19年）冬に、新しいコンクリート製待合室が作られた。

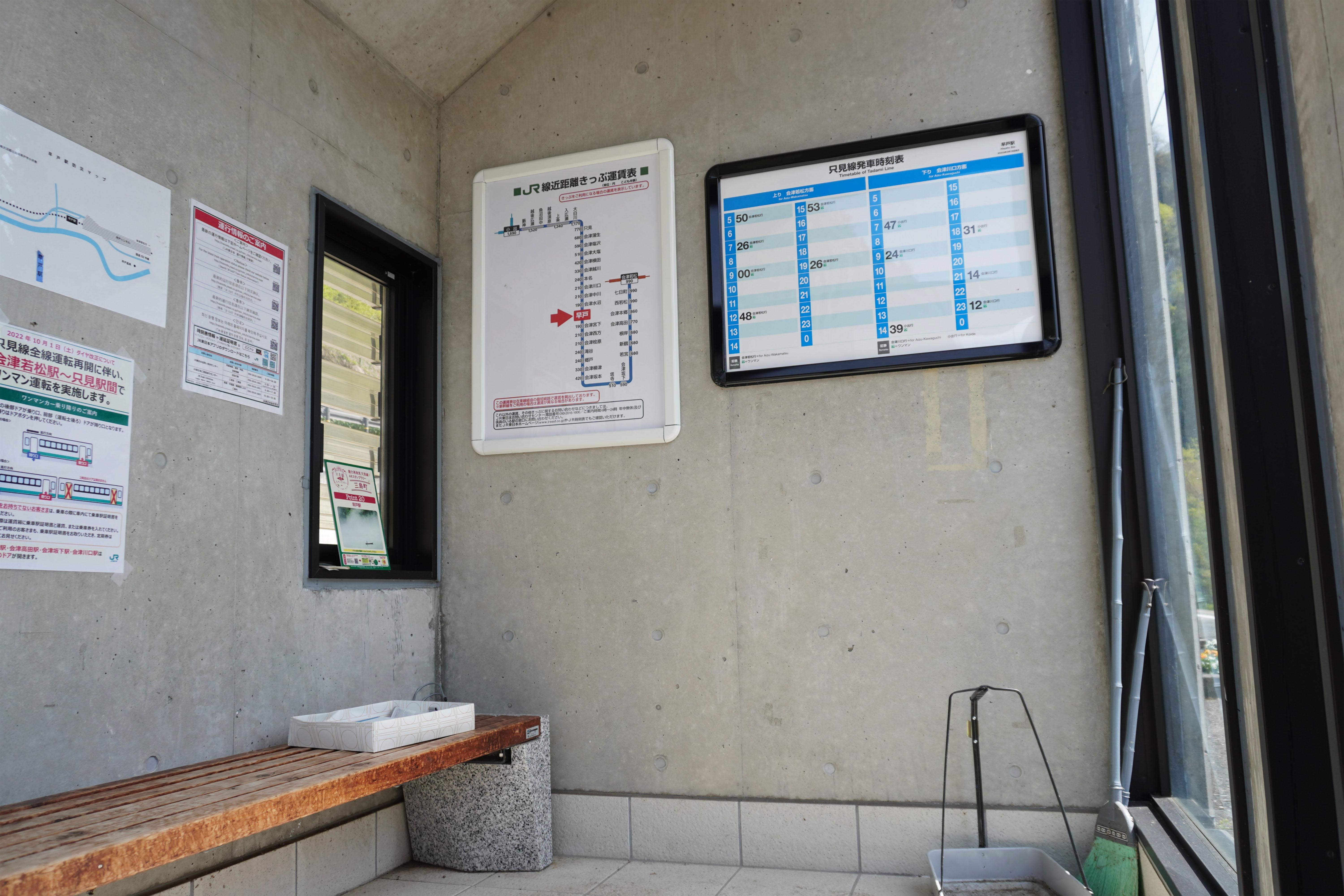
待合室（2023年4月）
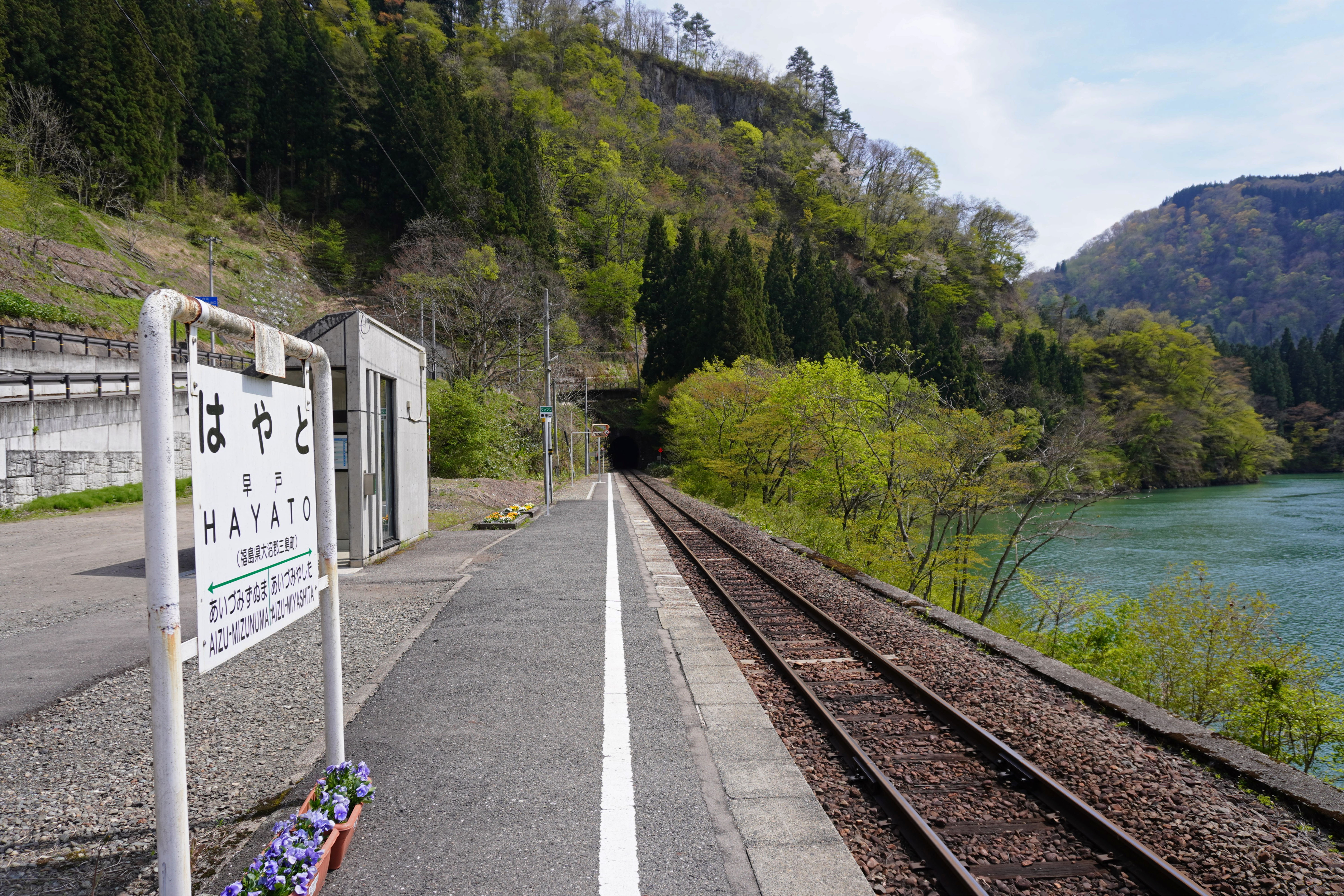
ホーム（2023年4月）

## 利用状況
「福島県統計年鑑」によると、2000年度（平成12年度）- 2004年度（平成16年度）の1日平均乗車人員の推移は以下のとおりであった。
| 乗車人員推移       | 乗車人員推移     | 乗車人員推移 |
| 年度               | 1日平均 乗車人員 | 出典         |
| ------------------ | ---------------- | ------------ |
| 2000年（平成12年） | 3                | [ 5 ]        |
| 2001年（平成13年） | 5                | [ 6 ]        |
| 2002年（平成14年） | 5                | [ 7 ]        |
| 2003年（平成15年） | 5                | [ 8 ]        |
| 2004年（平成16年） | 5                | [ 9 ]        |

## 駅周辺

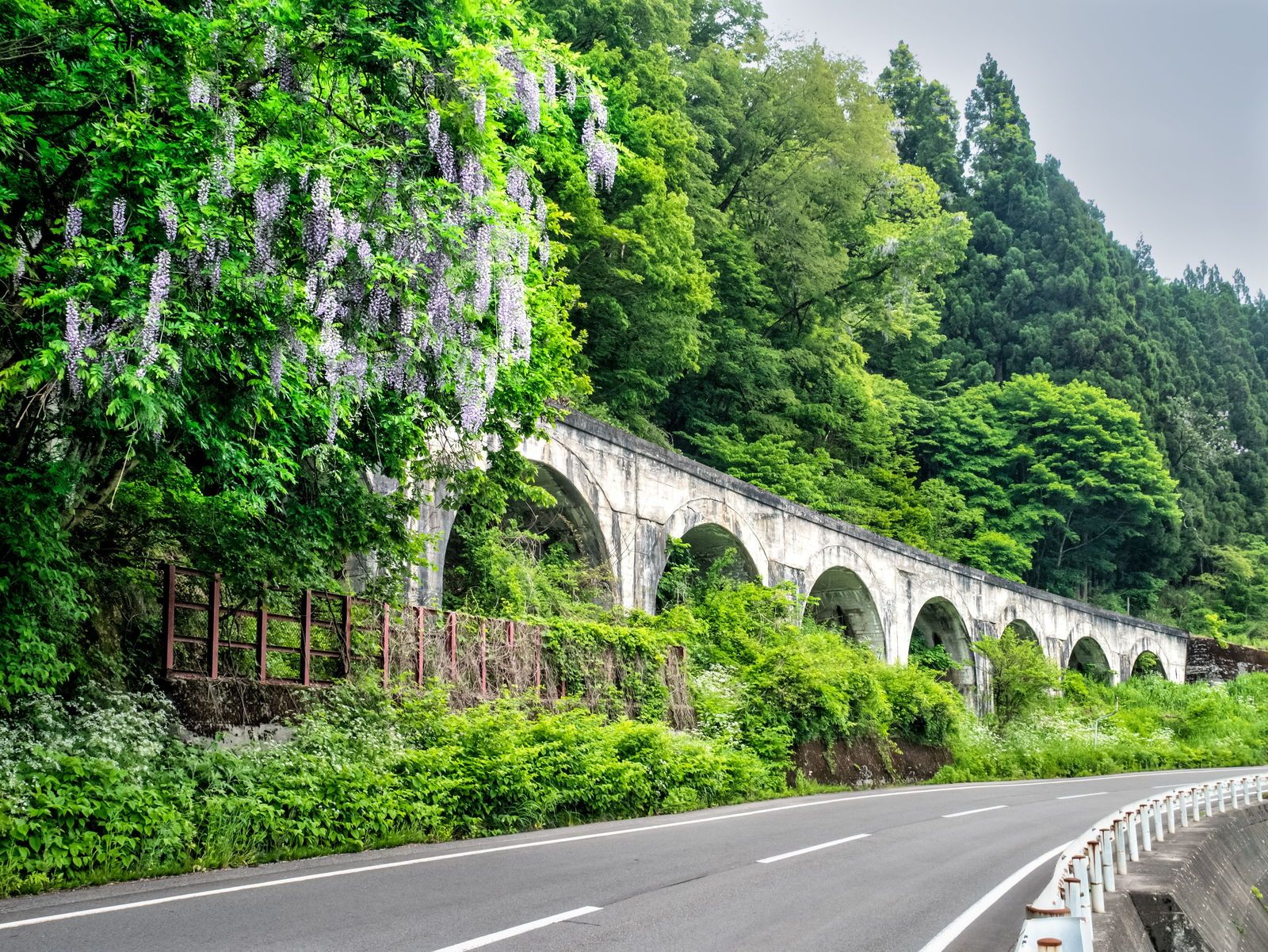
細越拱橋（めがね橋）

- 只見川 - 小出方面車窓左手。
- 沼沢湖
- 妖精の美術館 - 沼沢湖畔
- 自然休暇村 - 沼沢湖畔
- 国道252号
- 早戸温泉
- 渡し船
- 金山町町営バス「JR早戸駅前」停留所
- 細越拱橋（めがね橋）

## 隣の駅
東日本旅客鉄道（JR東日本）
■只見線
会津宮下駅 - 早戸駅 - 会津水沼駅